# Helmut Polensky

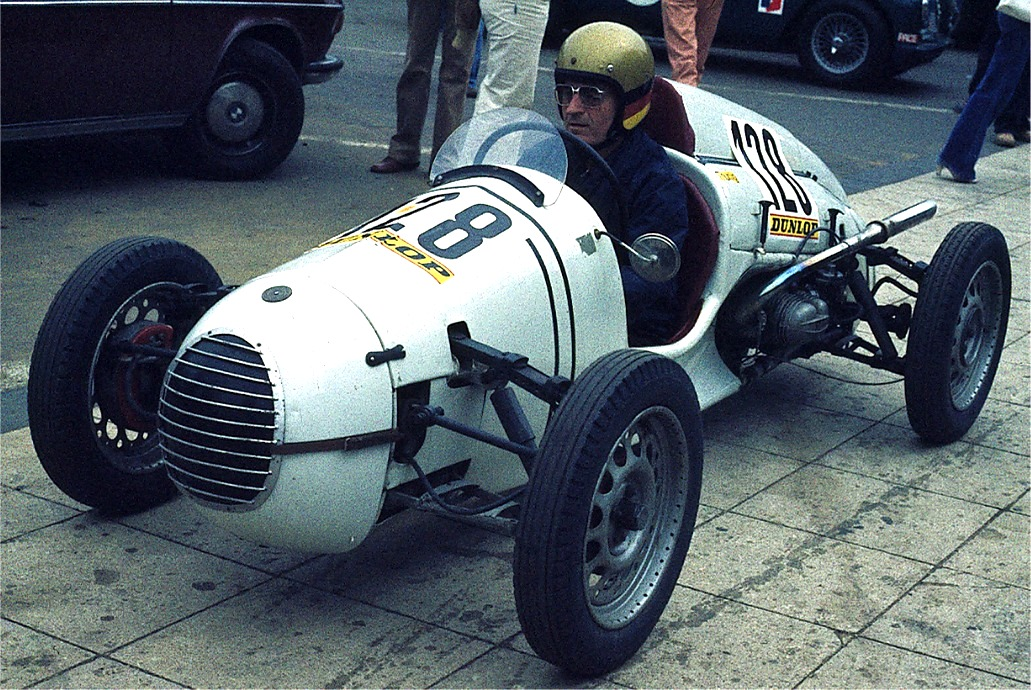
Formel-3-Monopoletta von Helmut Polensky beim Oldtimer-Grand-Prix am Nürburgring 1978

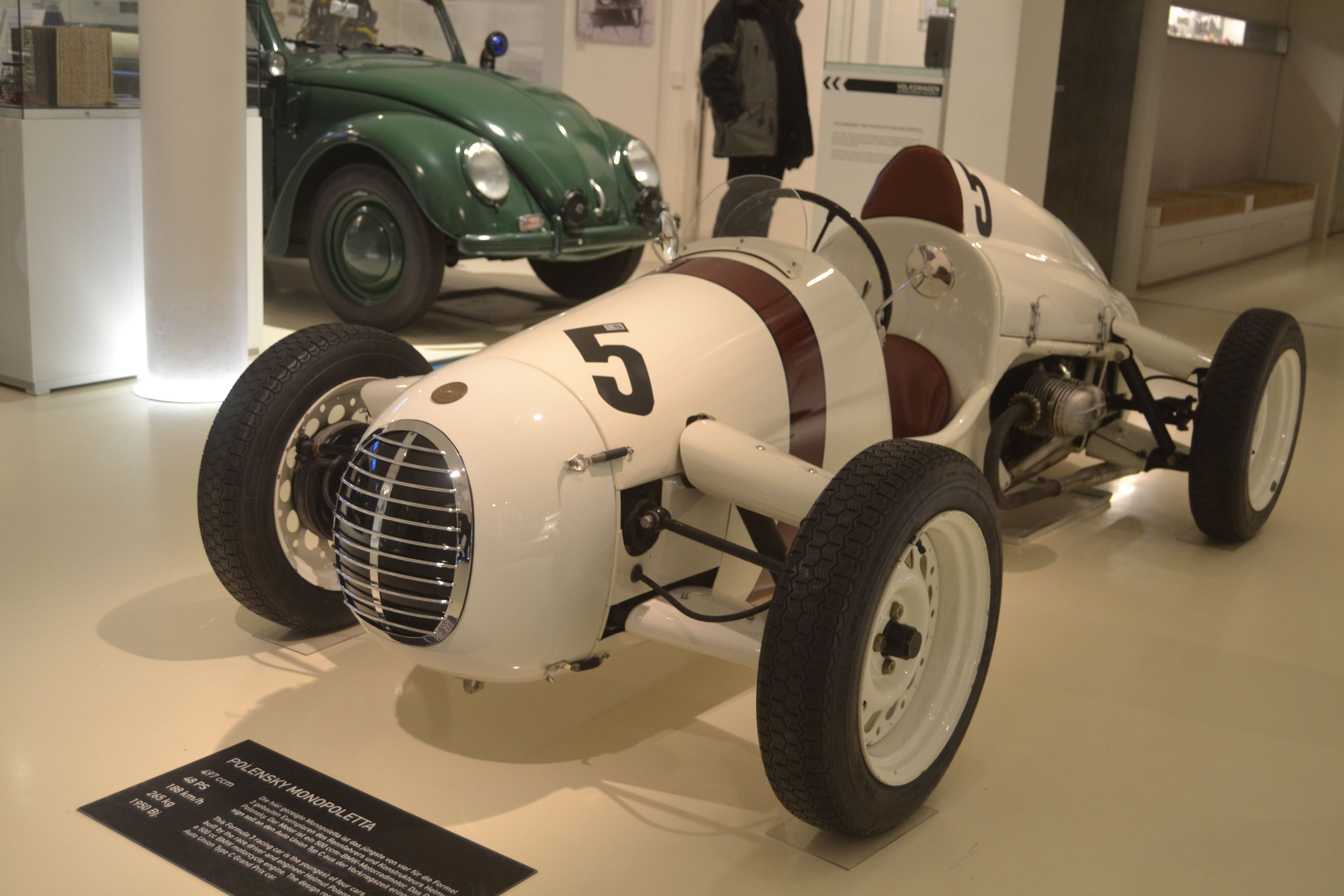
Polensky Monopoletta

Helmut Polensky (* 10. Oktober 1915 in Berlin; † 6. November 2011 in Saint-Tropez) war ein deutscher Autorennfahrer und Rennwagenkonstrukteur.

## Familie und Herkunft
Helmut Polensky kam inmitten des Ersten Weltkriegs 1915 als jüngster von vier Söhnen des Bauunternehmers Otto Polensky in Berlin zur Welt. Sein Großvater war der Bauunternehmer Gustav Polensky. Nach dem Ende der Schulzeit und dem Ableisten des Militärdienstes begann seine berufliche Entwicklung in der Welt der Motorräder und Automobile. Nach dem Zweiten Weltkrieg heiratete er Ingeborg und lebte in den letzten Jahrzehnten seines Lebens im oberbayerischen Feldafing sowie im südfranzösischen Saint-Tropez.

## Die 1930er-Jahre und der Zweite Weltkrieg
Seine ersten Versuche im Rennsport unternahm er ab Mitte der 1930er-Jahre als Motorrad-Rennfahrer bei kleinen Clubrennen. 1939 bestritt er einige Sportwagenrennen mit einem gebrauchten BMW 328. Im selben Jahr begann er eine Ingenieursausbildung bei der Auto Union AG und trat dem Nationalsozialistischen Kraftfahrkorps bei. Den Krieg verbrachte er als Militärlogistiker in Berlin, wo ihm 1945 die Flucht vor sowjetischer Kriegsgefangenschaft nach Hamburg gelang. Dort arbeitete er 1946 als Geschäftsführer einer kleinen Motorenfirma.

## Rennfahrer und Konstrukteur
1947 kehrte er nach Berlin zurück und eröffnete im zerstörten späteren West-Berlin eine der ersten Vespa-Vertretungen Deutschlands. Auch mit Motorsport begann er wieder und konstruierte dafür in seiner Werkstatt Formel-3-Rennwagen mit 500-cm³-Motorradmotoren. Den ersten Wagen nannte er Kurpfalz, der zweite war der Monopoletta. Dieser Monoposto hatte einen BMW-Motor. Mit diesen Fahrzeugen fuhr er Ende der 1940er-Jahre Rennen in Westdeutschland. 1950 wurde er Gesamtfünfter in der westdeutschen Formel-3-Meisterschaft. 
Anfang der 1950er-Jahre begann er verstärkt Sportwagenrennen zu fahren, ging bei der Mille Miglia 1952 an den Start und bestritt mit seiner Frau als Beifahrerin mehrmals die Tour de France für Automobile. Zu dieser Zeit zog er mit seiner Familie nach Karlsruhe und eröffnete dort eine Volkswagen-Vertretung. Mit Rennfahrzeugen von Porsche gewann er 1953 die Coupe des Alpes und im selben Jahr die Gesamtwertung der ersten Rallye-Europameisterschaft. 1954 wurde er Gesamtachter beim 12-Stunden-Rennen von Reims. 1954 wurde Polensky wie bereits 1952 auf einem Porsche-Leichtmetall-Coupé mit Fuhrmann-Motor Erster im Gesamtklassement der Fernfahrt Lüttich–Rom–Lüttich. Zusammen mit seinem Copiloten Herbert Linge gewann der diesen Wettbewerb über 5156 km in 94 Stunden vor der Mannschaft Olivier Gendebien/Charles Fraikin auf Lancia 2500.
Dreimal ging er beim 24-Stunden-Rennen von Le Mans ins Rennen. 1955 wurde er gemeinsam mit Richard von Frankenberg im Porsche 550 Vierter in der Gesamtwertung, gewann die Rennklasse für Sportwagen bis 1,5-Liter-Hubraum und siegte im Index of Performance und sicherte sich den 21. Biennial Cup. 
Für seine sportlichen Leistungen wurde er am 19. März 1953 mit dem Silbernen Lorbeerblatt ausgezeichnet.
1956 trat und vom Rennsport zurück und wurde erfolgreicher Automobilhändler.

## Statistik

### Le-Mans-Ergebnisse
| Jahr | Team             | Fahrzeug                     | Teamkollege             | Platzierung            | Ausfallgrund  |
| ---- | ---------------- | ---------------------------- | ----------------------- | ---------------------- | ------------- |
| 1954 | Porsche KG       | Porsche 550/4 RS 1500 Coupé  | Hans Herrmann           | Ausfall                | Motorschaden  |
| 1955 | Porsche KG       | Porsche 550/4 RS 1500 Spyder | Richard von Frankenberg | Rang 4 und Klassensieg |               |
| 1956 | Gonzague Olivier | Porsche 550/4 Spyder         | Claude Storez           | Ausfall                | Zündverteiler |

### Einzelergebnisse in der Sportwagen-Weltmeisterschaft
| Saison | Team    | Rennwagen   | 1   | 2   | 3   | 4   | 5   | 6   | 7   |
| ------ | ------- | ----------- | --- | --- | --- | --- | --- | --- | --- |
| 1953   | Porsche | Porsche 356 | SEB | MIM | LEM | SPA | NÜR | RTT | CAP |
| 1953   | Porsche | Porsche 356 | 64  |     |     |     |     |     |     |
| 1954   | Porsche | Porsche 550 | BUA | SEB | MIM | LEM | RTT | CAP |     |
| 1954   | Porsche | Porsche 550 | DNF |     |     |     |     |     |     |
| 1955   | Porsche | Porsche 550 | BUA | SEB | MIM | LEM | RTT | TAR |     |
| 1955   | Porsche | Porsche 550 | 4   |     |     |     |     |     |     |